# 巴克号驱逐舰 (DD-420)
巴克号驱逐舰（英語：USS Buck，舷号：DD-420），是美国海军于第二次世界大战期间建造的一艘辛姆斯级驱逐舰，她也是美国历史上第二艘以巴克命名的军舰。舰名取自美国独立战争期间的荣誉勋章获得者詹姆斯·巴克。二战期间，巴克号一直在大西洋与地中海海域服役，期间曾俘获意大利阿金托号潜艇。1943年10月9日，她于意大利萨勒诺沿海被德国潜艇U-616号击沉。
巴克号由朱利叶斯·C·汤森（Julius C. Townsend）女士冠名，于1938年4月6日在费城海军船坞铺设龙骨，并于1939年5月22日顺利下水。1940年5月15日，巴克号正式服役。

## 设计与装备
西姆斯级驱逐舰的主体构造与班汉级驱逐舰类似，但在其基础上改进了舰体流线结构和武器布局，使其在2具西屋电气蒸汽涡轮机的推进下最高能够达到37节航速。该级驱逐舰早期搭载有5座单装5英寸38倍径主炮、2座四联装21英寸鱼雷发射管和4座.50机枪，但其中一座主炮随后因稳心过高问题而被拆除，随着战事进展，西姆斯级的防空火力和反潜装备也得到过加强。此外，该级驱逐舰还搭载有多种当时较为先进的技术，使其在续航、火炮准度等方面相较于过往船型有了一定程度的提高。

## 服役历史
在完成试航与整备工作后，巴克号正式加入太平洋舰队并参加了1941年2月至6月间的一系列行动，此后，她被转移至大西洋舰队服役。7月1日，巴克号跟随第19特遣舰队启程前往纽芬兰阿真舍海军基地，并由该地护送美国海军陆战队第一临时分队前往冰岛雷克雅未克。7月7日，陆战队员顺利抵达目的地，巴克号和其他护航驱逐舰则开始执行美国与冰岛间的常规护航任务。

### 第二次世界大战

#### 大西洋护航
美国正式加入第二次世界大战后，巴克号作为第13驱逐舰中队旗舰继续执行舰队护航任务，护送美国东海岸的商船与运输舰前往纽芬兰、北爱尔兰、北非与加勒比等地。期间，其职责主要包括应对海面与空中威胁，识别不明目标，驱逐敌军潜艇或迫使其上浮，引导商船组成编队等。
1942年8月22日，巴克号在新斯科舍省附近遍布浓雾的海域中引导船只时与运输新西兰部队的阿瓦迪亚号运兵船发生碰撞事故。阿瓦迪亚号从巴克号右舷方向切入船体后部龙骨，导致驱逐舰船尾约三分之二部分损毁，舰上7名官兵当场死亡。这次事故致使巴克号右侧螺旋桨故障，左侧螺旋桨完全损毁，船尾需要依靠绳索与电缆固定方能保持稳定，而船只仅能在海面上艰难转向。事发数小时后，左侧螺旋桨完全脱离船体，而在海浪的冲击下，船尾也逐渐松脱，巴克号彻底失去自主航行能力。随后，英格拉罕号驱逐舰奉命前来救援，但在浓雾中与切蒙号油轮发生严重碰撞事故，随即沉没。切蒙号在救起英格拉罕号上的幸存者后担负起驱逐舰原先计划的任务，她设法找到巴克号并将其拖往船团方向。切罗基号拖船很快抵达，随即拖曳巴克号返航美国，两舰最终于8月26日抵达波士顿。
巴克号的修理工程一直持续到11月，随后她返回大西洋舰队继续执行护航任务。1943年6月，她被调离原职前往地中海，于突尼斯和阿尔及利亚各港口间巡航。

#### 欧洲战场
1943年7月8日，巴克号加入亨利·肯特·休伊特将军率领的西部海军特遣舰队，在哈士奇行动期间执行区域炮击、舰队护航等任务。7月10日，她护送一队坦克登陸艇前往前线滩头，随后折返护送更多跟进部队登陆西西里岛。8月3日，在护送一支由6艘舰艇组成的船队前往阿尔及利亚途中，巴克号发现了正在这一海域巡逻的意大利阿金托号潜艇，随即展开追击。在投放3轮深水炸弹后，阿金托号被迫浮出水面，并很快在猛烈的炮火中弃船，巴克号随后俘获了45名艇员。
1943年9月下旬，在完成一次返回美国的护航任务后，巴克号回归地中海盟军舰队，为即将到来的雪崩行动做准备。地面部队登陆后，巴克号开始在意大利近海巡逻，保护意大利南部运输补给线的安全。
10月9日午夜，巴克号在意大利萨勒诺附近海域巡逻时遭到德国潜艇U-616号突袭，1枚或2枚鱼雷命中船艏，船只迅速进水。4分钟后，整艘战舰即向前倾斜沉没。根据安全原则，大部分深水炸弹在弃船前均被设置保险，但船只沉没后依然发生了水下爆炸，导致部分逃出士兵伤亡。第二天早晨，前来搜救的盟军飞机很快发现了幸存者，格里维斯号驱逐舰与英国170号坦克登陆艇随即赶往现场展开营救。事后统计，共97人获救。

## 荣誉
巴克号驱逐舰在第二次世界大战中共获得3枚战斗之星：
| 战役或行动   | 日期（包含期间各任务段） |
| ------------ | ------------------------ |
| 西西里岛战役 | 1943年7月9日至15日       |
| 护航反潜任务 | 1943年8月2日             |
| 护航反潜任务 | 1943年10月8日至9日       |

## 参与护航行动列表
| 护航船队     | 日期                 | 附录                             |
| ------------ | -------------------- | -------------------------------- |
| 第19特遣舰队 | 1941年7月1日-7日     | 英国入侵冰岛后美国的军事部署行动 |
| HX 158       | 1941年11月5日-13日   | 美国正式参战前由纽芬兰至冰岛     |
| ON 37        | 1941年11月22日-30日  | 美国正式参战前由冰岛至纽芬兰     |
| HX 165       | 1941年12月17日-24日  | 由纽芬兰至冰岛                   |
| ON 51        | 1942年1月2日-11日    | 由冰岛至纽芬兰                   |
| HX 172       | 1942年1月28日-2月4日 | 由纽芬兰至冰岛                   |
| ON 65        | 1942年2月12日-19日   | 由冰岛至纽芬兰                   |
| HX 179       | 1942年3月13日-22日   | 由冰岛至北爱尔兰                 |
| ON 81        | 1942年3月30日-4月9日 | 由北爱尔兰至纽芬兰               |
| AT 17        | 1942年7月1日-12日    | 由纽约至克莱德湾                 |

## 历任舰长
| 姓名       | 译名                   | 军衔 | 任职时间                    |
| ---------- | ---------------------- | ---- | --------------------------- |
|            | 贺拉斯·克洛维斯·罗比森 | 少校 | 1940年5月15日               |
|            | 路易斯·罗宾森·米勒     | 少校 | 1942年5月1日                |
|            | 博斯凯·尼尔·列夫       | 少校 | 1942年12月20日              |
|            | 乔治·索伦·兰伯特       | 上尉 | 1943年2月10日               |
|            | 米勒德·杰弗逊·克莱因   | 少校 | 1943年2月28日-1943年10月9日 |
| 参考文献： |                        |      |                             |